# Hybopsis rubrifrons
Hybopsis rubrifrons är en fiskart som först beskrevs av Jordan, 1877.  Hybopsis rubrifrons ingår i släktet Hybopsis och familjen karpfiskar. Inga underarter finns listade i Catalogue of Life.